# Euphysa brevia
Euphysa brevia är en nässeldjursart som först beskrevs av Uchida 1947.  Euphysa brevia ingår i släktet Euphysa och familjen Euphysidae. Inga underarter finns listade i Catalogue of Life.